# Liste der Monuments historiques in Cuy (Oise)
Die Liste der Monuments historiques in Cuy (Oise) führt die Monuments historiques in der französischen Gemeinde Cuy auf.

## Liste der Objekte
| Bezeichnung               | Beschreibung                            | Standort                                | Kennzeichnung | Schutzstatus | Datum | Bild |
| ------------------------- | --------------------------------------- | --------------------------------------- | ------------- | ------------ | ----- | ---- |
| Skulptur Madonna und Kind | Eichenholz, Anfang des 16. Jahrhunderts | in der Kirche Notre-Dame-de-la-Nativité | PM60000708    | Classé       | 1913  |      |
| Bleiglasfenster           | Erste Hälfte des 16. Jahrhunderts       | in der Kirche Notre-Dame-de-la-Nativité | PM60000707    | Classé       | 1913  |      |